# Anna Asp (skådespelare)
Anna Maja Asp, född 30 juli 1984 i Svedala församling i Malmöhus län, är en svensk skådespelare, musiker och sångerska.

## Biografi
Asp växte upp i Svedala, utanför Malmö. Hon gick programmet Estetisk musik på Heleneholms gymnasium  i Malmö.
Hon gick teaterlinjen 2005–2007 på Fridhems folkhögskola och sedan Teaterhögskolan i Stockholm 2010–2013.
Asp hade mellan 2015 och 2024 en återkommande roll som kriminalpolisen Jenny Bodén i Beckfilmerna.
Åren 2015–2016 har hon medverkat i teater- och musikteateruppsättningar som "Befrielsefronten" och "Boxaren" på Örebro länsteater. Hon medverkade även i "Jakten på den största skatten", på Teater JaLaDa 2016.
Åren 2018–2019 har hon medverkat  i "Fulet" och "Pudlar och Pommes" på Teater 23.
Asp fick 2013 pris för "bästa skådespelare" på Skånes filmfestival, för sin rollprestation i kortfilmen "Julias mamma" av Carl Moberg.
Anna Asp är numera en del av Byteatern i Kalmar Teaterensemble och framträder regelbundet på scen i olika uppsättningar.

## Filmografi
- 2010 – Om fem år (kortfilm)
- 2012 – Julias mamma
- 2014 – Björns vänner: Du vill inte nå fram till ditt mål (musikvideo)
- 2015 – Beck – Rum 302
- 2015 – Beck – Familjen
- 2015 – Beck – Invasionen
- 2015 – Beck – Sjukhusmorden
- 2016 – Beck – Gunvald
- 2016 – Beck – Steinar
- 2016 – Beck – Vägs ände
- 2016 – Beck – Sista dagen
- 2018 – Beck – Ditt eget blod
- 2018 – Beck – Den tunna isen
- 2018 – Beck – Utan uppsåt
- 2018 – Beck – Djävulens advokat
- 2020 – Beck – Undercover
- 2020 – Beck – Utom rimligt tvivel
- 2020 – Copenhagen goodbyes
- 2021 – Beck – Döden i Samarra
- 2021 – Tunna blå linjen (TV-serie)
- 2021 – Beck – Den förlorade sonen
- 2021 – Tusen timmar
- 2022 – Beck – Ett nytt liv
- 2022 – Beck – Rage Room
- 2022 – Beck – 58 minuter
- 2022 – Beck – Den gråtande polisen
- 2022 – Beck – Dödsfällan
- 2023 – Beck – Quid Pro Quo
- 2023 – Beck – Inferno
- 2023 – Beck – Dödläge
- 2024 – Beck – Vilhelm

## Teater

### Roller
| År   | Roll | Produktion                  | Regi            | Teater    |
| ---- | ---- | --------------------------- | --------------- | --------- |
| 2017 |      | Fulet John Ajvide Lindqvist | Rikard Lekander | Teater 23 |